# Lough Mask
Lough Mask (irisch: Loch Measca) ist ein See mit 89 km² Fläche in einem Kalksteingebiet im County Mayo im Westen der Republik Irland. Er liegt nördlich des Lough Corrib und ist der obere der beiden Seen, die über den Fluss Corrib durch Galway City in die Galway Bay abfließen. Der Keel Canal verbindet ihn mit dem Lough Carra.
Der See ist für seinen Forellenbestand bei Anglern bekannt.